# Barbacoll ratllat gros
El barbacoll ratllat gros (Malacoptila striata) és una espècie d'ocell de la família dels bucònids (Bucconidae) que habita la selva humida de les terres baixes de l'est del Brasil.

## Taxonomia
S'han descrit dues subespècies:
- M. s. minor Sassi, 1911. Del nord-est del Brasil.
- M. s. striata (von Spix, 1824). Del sud-est de Brasil.

Algunes modernes classificacions consideren la primera una espècie diferent: Barbacoll ratllat petit (Malacoptila minor).